# Achipteria cucullata
Achipteria cucullata är en kvalsterart som beskrevs av Moskacheva 1973. Achipteria cucullata ingår i släktet Achipteria och familjen Achipteriidae. Inga underarter finns listade i Catalogue of Life.